# For Blood and Empire
For Blood and Empire is het zesde studioalbum van de Amerikaanse punklabel Anti-Flag. Het werd uitgegeven op 21 maart 2006 door RCA Records en was daarmee de eerste uitgave van de band via een groot label. Dat kwam hen op kritiek te staan omdat het in tegenspraak leek te zijn met de antikapitalistische houding van de band. Anti-Flag verklaarde dat een van de redenen voor de overstap de grotere verspreidingsmogelijkheden van hun albums was, gecombineerd met het feit dat RCA hun volledige artistieke vrijheid wilde bieden.

## Nummers
1. "I'd Tell You But…" - 2:10
2. "The Press Corpse" - 3:21
3. "Emigre" - 2:59
4. "The Project for a New American Century" - 3:17
5. "Hymn for the Dead" - 3:39
6. "This Is the End (For You My Friend)" - 3:11
7. "1 Trillion Dollar$" - 2:30
8. "State Funeral" - 2:01
9. "Confessions of an Economic Hit Man" - 2:43
10. "War Sucks, Let's Party!" - 2:18
11. "The W.T.O. Kills Farmers" - 3:32
12. "Cities Burn" - 3:03
13. "Depleted Uranium Is a War Crime"

Variaties
- Sommige Europese en Australische versies van het album hebben het nummer "Corporate Rock" (1:53) op track 14.
- De Japanse versie heeft het nummer "The New Millennium Generation" (3:08) op track 14.
- De vinyl-versie heeft het nummer "Marc Defiant" (1:03) op track 14 staan.
- Het nummer "Emigre" was oorspronkelijk getiteld "Exodus", wat nog te zien is op demo-uitgaves van het album.
- Hetzelfde geldt voor het nummer "1 Trillion Dollar$", dat oorspronkelijk "One Trillion Dollars" getiteld was.

## Band
- Justin Sane - gitaar, zang
- Chris Head - gitaar, zang
- Chris #2 - basgitaar, zang
- Pat Thetic - drums, zang